# Knud Erik Ravnskov
Knud Erik Ravnskov (ur. 29 października 1911 w Nørre Sundby, zm. 18 września 1942 w Krakowie) – duński wojskowy (kapitan), lotnik niemieckiej Luftwaffe podczas II wojny światowej.
Ukończył szkołę wyższą. 10 listopada 1930 r. wstąpił do armii duńskiej. Służył w 20 batalionie piechoty. 9 listopada 1931 r. awansował do stopnia starszego szeregowego i został przeniesiony do 6 batalionu piechoty. Od października 1932 r. do września 1934 r. uczył się w oficerskiej szkole wojskowej, którą ukończył w stopniu podporucznika. Służył w 2 pułku piechoty. 1 listopada 1934 r. awansował na porucznika. Został na krótko przeniesiony do 3 batalionu piechoty. 1 kwietnia 1935 r. przeszedł do lotnictwa wojskowego. 9 października tegoż roku ukończył szkolenie na lotnika myśliwskiego. Służył w Jydske Flyverafdeling, stacjonującym na Jutlandii. 1 listopada 1938 r. awansował na kapitana. Jednocześnie studiował na wydziale lotniczym politechniki w Kopenhadze. W przeddzień wkroczenia wojsk niemieckich do Danii 9 kwietnia 1940 r. przeszedł do służby technicznej lotnictwa w Værløse. 8 lipca 1941 r. wstąpił ochotniczo do niemieckiej Luftwaffe, po uzyskaniu zgody ze strony Ministerstwa Wojny. Trafił do Jagdvorschule w Prenzlau, zaś po miesiącu szkolenia dostał skierowanie do Jagdfliegerschule 5, stacjonującego pod Paryżem. Jednakże z powodu problemów z reumatyzmem skierowano go na leczenie do szpitala. Następnie dostał się do Jagdfliegerschule 1 w Wermunden. 1 marca 1942 r. skierowano go na szkolenie do Blindfliegerschule w Kastrup. Pod koniec kwietnia tegoż roku trafił do jednostki szkoleniowej JG 51 "Mölders", gdzie szkolił się na samolotach myśliwskich Bf 109F. Ciężko rozchorował się jednak i przeniesiono go do szpitala. Pod koniec sierpnia został wypisany i po krótkim odpoczynku powrócił do macierzystej jednostki, która została przeniesiona z południowej Francji do okupowanego Krakowa. 17 września, podczas awaryjnego lądowania, jego samolot rozbił się, a on sam został ciężko ranny. Zmarł następnego dnia.